# Stinson L-1 Vigilant
Le Stinson L-1 Vigilant (désigné Model 74 par la compagnie) était un avion léger américain de liaison et d'observation des années 1940, conçu et produit par la Stinson Aircraft Company à Wayne, dans le Michigan (en novembre 1940, Stinson était une division de Vultee Aircraft)
L'avion fut utilisé par l'US Army Air Corps (USAAC) sous la désignation d'O-49, jusqu'en 1942.

## Conception et développement
Le Vigilant fut conçu en réponse à une compétition lancée par l'US Army Air Corps (USAAC) en 1938, concernant un avion d'observation léger à deux places. Lorsque le Fieseler Storch — de construction allemande — fut présenté aux courses aériennes de Cleveland (en anglais : Cleveland Air Races), l'Air Corps révisa ses spécifications afin de les faire correspondre à celles du Storch. Stinson, plus tard intégré à Vultee, remporta le contrat de 1,5 million de dollars face à onze concurrents, parmi lesquels les Bellanca YO-50 et Ryan YO-51 Dragonfly.
Le Model 74 était un monoplan à aile haute à moteur en étoile, doté de dispositifs hypersustentateurs performants, procurant une portance importante aux vols à faible vitesse. Le prototype fut construit avec des becs de bord d'attaque automatiques courant sur toute l'envergure de l'aile, fabriqués par Handley Page, ainsi que des volets à fente. Le Model V-74 reçut la désignation d'YO-49 par l'Armée américaine pour les évaluations, le premier vol étant effectué par le pilote d'essai Al Schramm le 15 juillet 1940.
L'avion était construit à partir de tubes d'acier et de tissu, avec la partie avant du fuselage recouverte de panneaux en métal. Les surfaces de contrôle et l'empennage étaient faits d'acier inoxydable recouvert de tissu. Le moteur Lycoming était démarré à la main grâce à un volant à inertie et entraînait une hélice Hamilton Standard à vitesse constante. Au-moins douze appareils convertis en ambulance furent dotés de flotteurs EDO (en) 49-4000, pour les opérations amphibies.
En pratique, le Vigilant était capable de se poser dans un mouchoir de poche, l'avion pouvant s'arrêter sur une distance plus courte que sa propre longueur. Il était également capable de maintenir un vol stable à une vitesse de seulement 50 km/h. Il fut rapporté que le Vigilant avait même parfois réussi à voler à reculons lorsqu'il avait été confronté à un fort vent de face,.

## Carrière opérationnelle

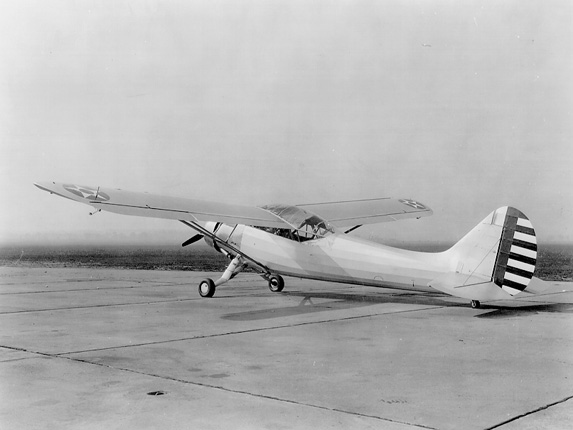
Un O-49 Vigilant à Patterson Field, pendant la Seconde Guerre mondiale.

Le Stinson Vigilant fut utilisé dans divers rôles, parmi lesquels le remorquage de planeurs, l'observation d'artillerie, la liaison, le secours d'urgence, le transport de provisions et d'équipement, et des vols spéciaux dédiés à l'espionnage. Un autre contrat fut plus tard accordé pour l'O-49A, qui possédait un fuselage légèrement plus grand et quelques autres modifications d'équipement. En avril 1942, les avions furent redésignés L-1 et L-1A, le « L » de « Liaison » venant alors remplacer le « O » d'« Observation ».
Jusqu'à 17 L-1 et 96 L-1A furent affectés à la Royal Air Force britannique, en accord avec les termes du programme Prêt-Bail (« Lend-Lease » en anglais). Les exemplaires réellement reçus prirent des désignations différentes, respectivement Vigilant Mk.I et Vigilant Mk.II. Le général Harry Crerar, commandant de la Première Armée canadienne en Europe pendant la Seconde Guerre mondiale, conserva un Vigilant pour son usage personnel.
Les appareils furent modifiés pour effectuer de nombreux types de missions, parmi lesquelles celles de transport aérien de blessés. Il n'y eut toutefois plus aucune commande du Vigilant, celui-ci étant éclipsé par la livraison d'importantes quantités de L-5 Sentinel et de L-4 Grasshopper (surnommés « puddle-jumpers », « qui sautent dans les flaques d'eau » en français).
Un Vigilant fut modifié à des fins scientifiques en 1943 et 1944, afin d'effectuer des recherches dans le domaine du contrôle de la couche limite depuis l'aérodrome de Wright Field à Dayton, dans l'Ohio.

## Versions

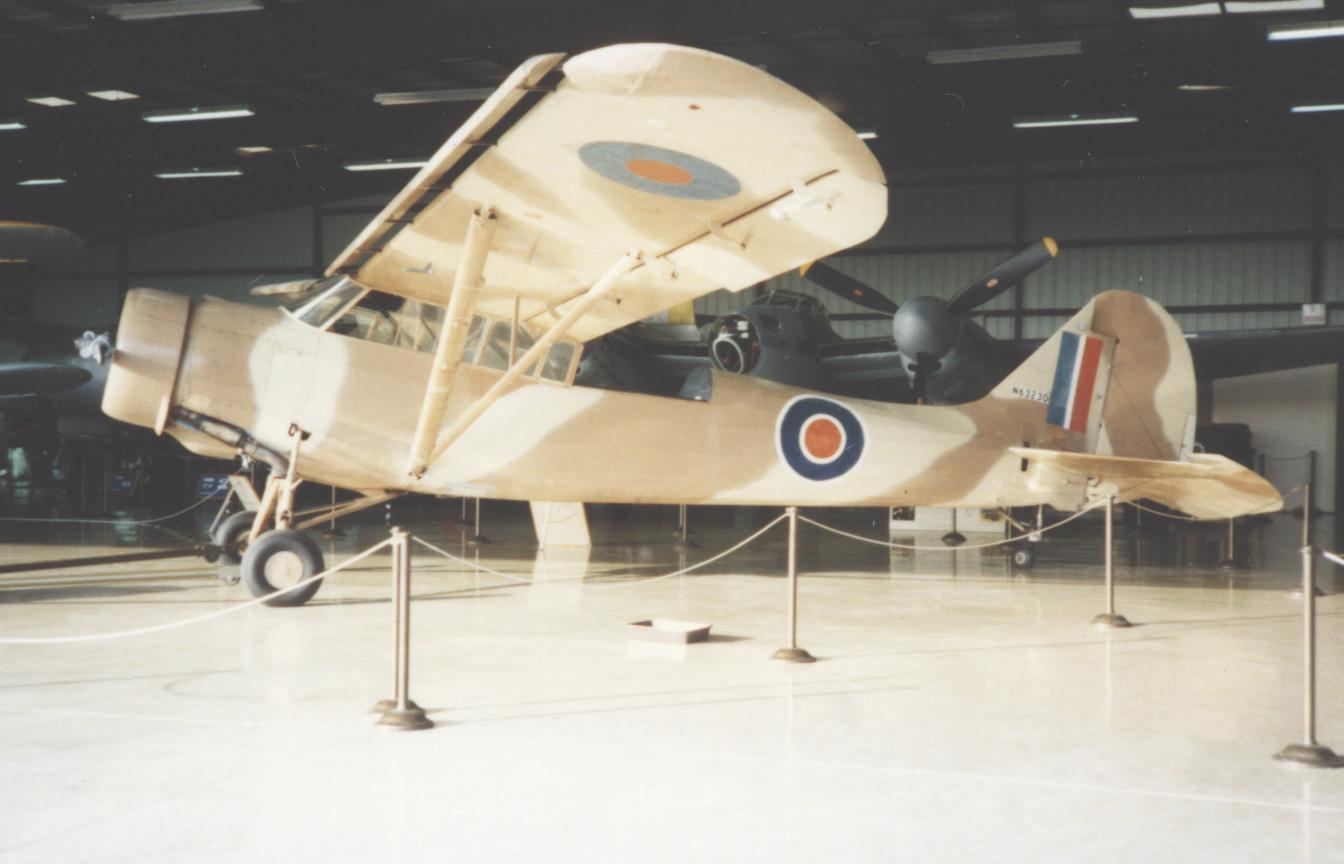
Ex-USAAC Un O-49 Vigilant ex-USAAC au Weeks Museum à Tamiami, en Floride, photographié en 1989 et portant des marquages de type RAF.

- Stinson Model 74 : Désignation de la compagnie ;
- O-49 Vigilant : Désignation de l'US Army attribuée au premier lot de production, de 142 exemplaires[4] ;
- L-1 Vigilant : Désignation de l'O-49 à partir 1942 à [4] ;
- O-49A Vigilant : Version dotée d'un fuselage allongé de 33 cm, produite à 182 exemplaires[7] ;
- O-49B Vigilant : Conversion en ambulance, produite à trois ou quatre exemplaires[8] ;
- L-1A Vigilant : Désignation de l'O-49A à partir 1942 à [4] ;
- L-1B Vigilant : Désignation de l'O-49B à partir 1942 à [4] ;
- L-1C Vigilant : Version ambulance du L-1A, produite à 113 exemplaires[8] ;
- L-1D Vigilant : Version du L-1A dédiée au remorquage de planeurs d'entraînement. Environ 14 à 21 exemplaires auraient été convertis à ce standard[8] ;
- L-1E Vigilant : Version ambulance amphibie du L-1. Sept exemplaires furent convertis à ce standard[4] ;
- L-1F Vigilant : Version ambulance amphibie du L-1A. Cinq exemplaires furent convertis à ce standard[4] ;
- Vigilant Mk.I : Désignation donnée par la Royal Air Force aux 17 exemplaires alloués aux forces britanniques par le programme Prêt-Bail ;
- Vigilant Mk.II : Désignation donnée par la Royal Air Force aux 96 exemplaires alloués aux forces britanniques par le programme Prêt-Bail. Seuls 13 à 54 exemplaires furent réellement livrés[8] ;
- CQ-2 Vigilant : Conversion du L-1A en avion de contrôle de cibles par l'US Navy. Au-moins un exemplaire fut converti à ce standard[8].

## Utilisateurs
- États-Unis :
  - United States Army Air Corps ;
  - United States Navy.
- Royaume-Uni :
  - Royal Air Force.

## Exemplaires préservés

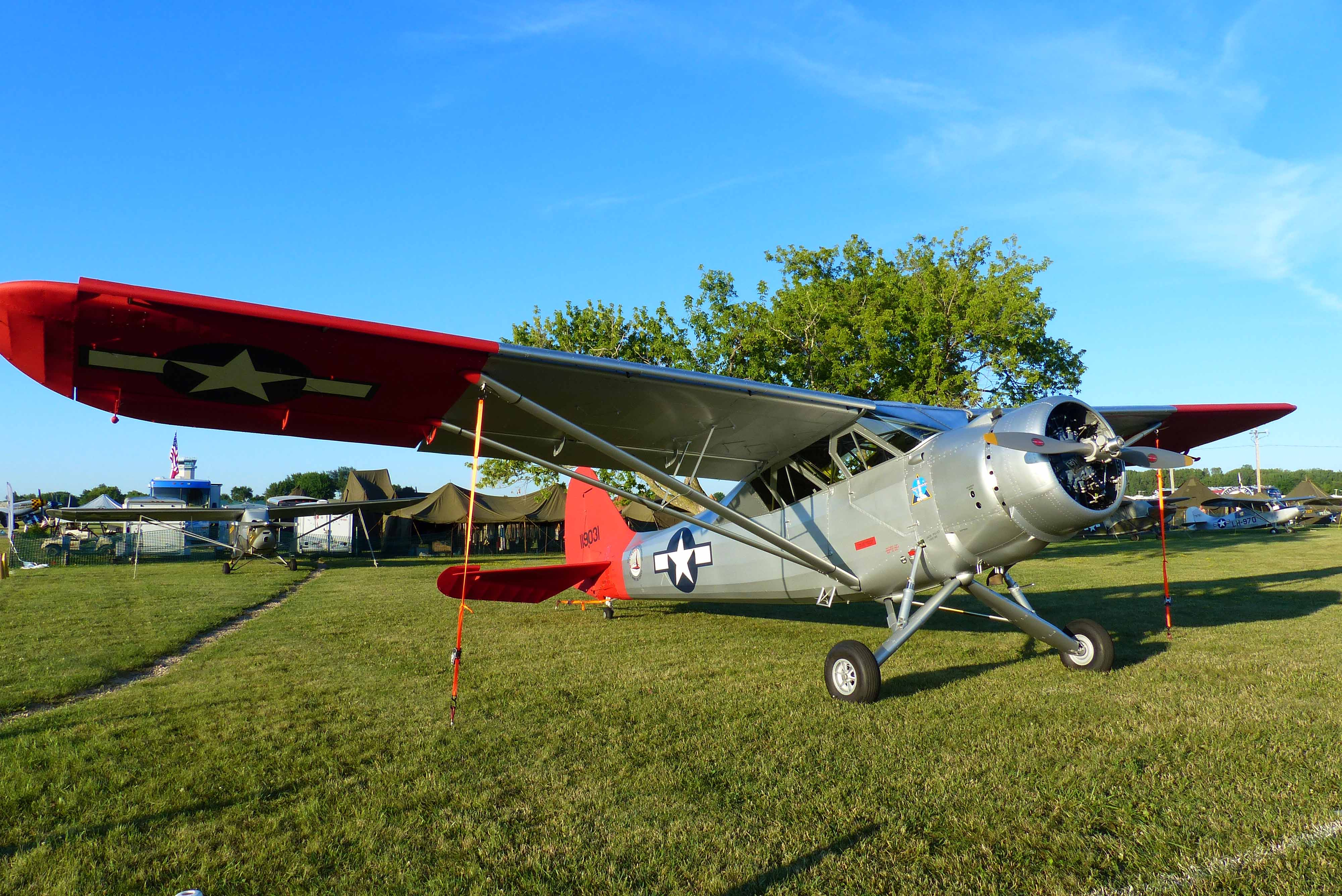
Le L-1 de James P. Harker, photographié à Oshkosh, dans le Wisconsin, lors de l'événement AirVenture 2016.

Il existe actuellement cinq exemplaires du L-1 Vigilant préservés dans des musées aux États-Unis :
- 40-3102 : L-1E exposé au parc Fantasy of Flight à Polk City, en Floride[10],[11]. Cet avion a revolé pour la première fois après sa restauration le 18 juillet 2013[12] ;
- 40-3141 : L-1E exposé à l'United States Army Aviation Museum à Fort Rucker, dans l'Alabama[13],[14] ;
- 41-18915 : L-1F exposé à l'Alaska Aviation Heritage Museum (en) à Anchorage, dans l'Alaska[15],[16] ;
- 41-19031 : L-1 de 1941 appartenant à James P. Harker de Blaine, dans le Minnesota[17]. Il s'agit en fait de l'une des cellules achetées par le Fantasy of Flight pour la restauration du 40-3102, puis revendue à C&P Aviation Blaine, MN[18] ;
- 40-291[14] ou 41-19039 : L-1A exposé au National Museum of the United States Air Force à Dayton, dans l'Ohio[19].

Un L-1, immatriculé 40-283, est également en cours de restauration en Angleterre, dans les ateliers de G & P.M. Turner, à Londres. Cet appareil avait subi un crash au Canada mais avait été relativement peu endommagé. Il a été un temps exposé incomplet au Canadian Museum of Flight & Transportation, puis un chantier de restauration a été lancé et l'avion a été déplacé vers le Royaume-Uni.